# 刘景昌
刘景昌（？—），男，中华人民共和国政治人物，曾任唐山市人民政府市长，河北省人事厅厅长，第八届全国人大代表。